# Tito di Bisanzio
Tito (in latino Titus, in greco Τίτος?; ... – 272) è stato un vescovo romano, titolare della diocesi di Bisanzio dal 242 al 272.
Nicodemo l'Agiorita scrive che fu ordinato presbitero da Castino. 
Durante il suo episcopato infuriarono le persecuzioni contro i cristiani di Decio, Treboniano Gallo e Valeriano. 